# Боусма, Уильям
Уильям Дж. Боусма (William J. (James) Bouwsma; 22 ноября 1923, Анн-Арбор, Мичиган — 2 марта 2004, Беркли, Калифорния) — американский историк, занимался европейской культурой эпохи Возрождения. Доктор философии (1950), эмерит-профессор Калифорнийского университета в Беркли, где трудился с 1957 года, член Американского философского общества (1981). Отмечен Berkeley Citation (1991).
Биограф Жана Кальвина.
Родился в семье голландского происхождения.
Вырос в Линкольне (штат Небраска). Окончил Гарвард (бакалавр, 1943). Три года отслужил в ВВС. Затем вновь в Гарварде — получил степень доктора философии по истории в 1950 году. На протяжении семи лет преподавал в Иллинойсском университете в Урбане-Шампейне, преподавал там историю до 1957 года. С того же года в Калифорнийском университете в Беркли, где пребывал лишь за исключением двух лет в Гарварде (1969-1971); заведовал кафедрой истории (1966-1967, 1981-1983), являлся вице-канцлером по академическим вопросам (1967-1969). С 1991 года на пенсии. 
Член Американской академии наук и искусств (1971), президент Американской исторической ассоциации (1978).
Почётный доктор (1988).
В 1957 году вышла его первая книга.
В 1968 году выпустил получившую высокую оценку книгу Venice and the Defense of Republican Liberty: Renaissance Values in the Age of the Counter-Reformation (Berkeley and Los Angeles) {Рец.: Eric W. Cochrane, John A. Tedeschi, }.
Последняя книга — The Waning of the Renaissance (1550—1640) (2000) {Рец.}.
Остались супруга, четверо детей, внуки.